# Doki Doki Penguin Land MD
Doki Doki Penguin Land MD (どきどきペンギンランド) est un jeu vidéo de puzzle sorti en 1992 sur Mega Drive. Le jeu a été développé et édité par Sega. Ce jeu était seulement disponible au Japon en téléchargement via le Sega Meganet.
Il a été réédité dans les compilations de jeux Sega Games Can Vol. 2, sortie au Japon le 18 mars 1994 sur Mega-CD, et Game no Kanzume: Otokuyō, sortie au Japon le 1er juin 1995 sur Mega Drive.
Il s'agit d'une adaptation de Doki Doki Penguin Land.

## Série
- Doki Doki Penguin Land (1985, SG-1000)
- Doki Doki Penguin Land Uchuu Daibouken (1987, Sega Master System)
- Ikasuze! Koi no Doki Doki Doki Penguin Land MD (1992, Mega Drive)
- Doki Doki Penguin Land Arrange (inclus dans Sega Ages Vol 23: Sega Memorial Collection)